# Locución adverbial
La locución adverbial es una expresión fija, constituida por varias palabras, que equivale a un adverbio.

## Locuciones adverbiales del español

### Significados y función
Algunas admiten paráfrasis con adverbios acabados en -mente ("en secreto" > "secretamente"), pero la mayor parte expresan significados más específicos. Su sentido unitario no se justifica siempre como mera suma del significado normal de los componentes. Admiten clasificarse en los mismos grupos en que se clasifican los adverbios: de tiempo, de lugar, de modo, de cantidad, de afirmación, de negación y de duda. Su función es de complemento circunstancial del verbo o complemento adjunto.
La locución adverbial o frase adverbial tiene una función modificadora dentro de la oración, y se trata como entidad singular. Aunque consiste en múltiples palabras, la locución tiene un sentido y significado estable. Por ejemplo:
1. Repitió la lección al pie de la letra. ("Al pie de la letra" es una frase adverbial que significa: igual, exactamente).
2. Todo terminó en un abrir y cerrar de ojos. (En un abrir y cerrar de ojos: frase adverbial que tiene el mismo significado que el adverbio: rápidamente).
3. Realizó el trabajo a regañadientes. ("A regañadientes": así, quejándose)

### Estructuras
En su formación siguen principalmente las siguientes pautas:
- Preposición + sustantivo singular: "A bocajarro", "a gusto", "de día", "de reojo", "en secreto", "sin duda"...
- Preposición + sustantivo plural: "A trozos", "a pedazos", "a cachos" / "a gatas", "a saltos", "a tientas"
- Preposición + sustantivo latinos: ex aequo, in memoriam, in situ
- Preposición + grupo nominal: "A la fuerza", "al azar", "a primera vista"; "a grito pelado", "a salto de mata"; "de una vez", "de un trago".
- Preposición + adjetivo part.: ""A diario", "en serio"; "a ciegas", "a oscuras"
- Preposición + artículo + adjetivo: "A la larga"; "a lo grande"
- Correlación de preposiciones: "De un momento a otro", " de ahora en adelante", "de vez en cuando"...
- Grupos nominales: "Una barbaridad", "una eternidad"; "horrores", "montones"; "acto seguido"
- Esquemas coordinados: "Más tarde o más temprano", "ni más ni menos"